# Dynamene magnitorata
Dynamene magnitorata is een pissebed uit de familie Sphaeromatidae. De wetenschappelijke naam van de soort is voor het eerst geldig gepubliceerd in 1968 door Holdich.